# Chatka w Nieznajowej
Chatka w Nieznajowej – chatka studencka, położona na terenie nieistniejącej wsi Nieznajowa w dolinie Wisłoki w Beskidzie Niskim (w rzeczywistości administracyjnie leży już na terenie wsi Rozstajne). Obiekt jest własnością Nadleśnictwa Gorlice, a od 1991 roku zarządza nim Stowarzyszenie Miłośników Nieznajowej na podstawie umowy dzierżawy.

## Historia
Obiekt, mieszczący się w starej leśniczówce, powstał z inicjatywy osób skupionych w 18 Kole PTTK przy Wydziale Fizyki Technicznej i Matematyki Stosowanej Politechniki Warszawskiej, które to starania o jego pozyskanie rozpoczęło w 1989 roku. Umowa dzierżawy, podpisana z Nadleśnictwem, obejmuje okres 50 lat. W latach 1989–1991 w chatce przeprowadzono prace remontowe. W listopadzie 1991 roku zarejestrowane zostało Stowarzyszenie Miłośników Nieznajowej, opiekujące się obecnie chatką.

## Warunki bytowe
Chatka czynna jest w okresie od kwietnia do października, w tym w lipcu i sierpniu – bez przerw. W pozostałych okresach pobyt należy uzgodnić z gospodarzami chatki. Nocleg w chatce jest bezpłatny; nocujący zobowiązani są jednak wykonać drobne prace na rzecz obiektu. Obok chatki jest możliwość rozbicia namiotu.

Chatka posiada 30 miejsc noclegowych na materacach i podłodze. Schronisko nie jest zelektryfikowane, a węzeł sanitarny znajduje się na zewnątrz (studnia, wychodek).

## Dane teleadresowe
Stowarzyszenie Miłośników Nieznajowej

tel. 604-708-326

## Szlaki turystyczne
- Folusz – Magura Wątkowska – Bartne – Banica – Wołowiec – Nieznajowa – Radocyna – Konieczna – Przełęcz Dujawa